# Thomas Alder
Thomas Alder (* 1. Januar 1932 in Murnau; † 6. Mai 1968 in München; gebürtig Anton Straßmair) war ein deutscher Schauspieler.

## Leben

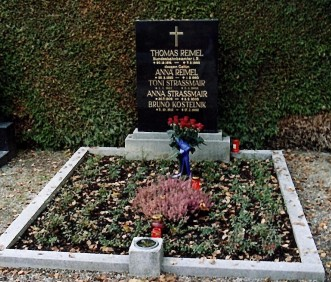
Grabstätte von Thomas Alder

Alder war zunächst Musiker in der Band Violetta. Nach einer Schauspielausbildung in München spielte er am Landestheater Tübingen. 1956 erhielt er seine erste Filmrolle in dem Kinderfilm Die Heinzelmännchen, wo er noch als "Toni Strassmair" angekündigt wurde. Bekannt wurde er durch den Edgar-Wallace-Film Der rote Kreis. In den 1960er Jahren gab er in Liebesfilmen häufig den Typ des blonden Sonnyboys und in Agentenkrimis den des smarten Detektivs im weißen Anzug.
Er spielte  weitere Rollen in Schlager-, Western- und Abenteuerfilmen. Bei manchen seiner Filmarbeiten stand er gemeinsam mit Vivi Bach vor der Kamera. In dem Detektivfilm Der Fluch des schwarzen Rubin spielte er an der Seite des thailändischen Stars Chitra Ratana. Dieser farbenprächtige deutsche Abenteuer-Krimi zeigt Originalszenen der jährlichen Flussparade unter Beteiligung der thailändischen Königsfamilie.
Durch Horst Frank ist nur überliefert, dass Alder durch Suizid, und zwar durch eine selbst beigebrachte Gasvergiftung starb. Er wurde auf dem Friedhof Aising (Stadt Rosenheim) beigesetzt.

## Filmografie
- 1956: Die Heinzelmännchen
- 1958: Die Landärztin
- 1959: Kein Mann zum Heiraten
- 1960: Der rote Kreis
- 1960: Schlagerparade 1960
- 1960: Soldatensender Calais
- 1960: Wir wollen niemals auseinandergehen
- 1962: Camp der Verdammten
- 1962: Der verkaufte Großvater
- 1962: Zwei Bayern in Bonn
- 1963: Übermut im Salzkammergut
- 1963: … denn die Musik und die Liebe in Tirol
- 1964: Holiday in St. Tropez
- 1964: Die Goldsucher von Arkansas
- 1964: Liebesgrüße aus Tirol
- 1965: Der Fluch des schwarzen Rubin
- 1965: Tausend Takte Übermut
- 1966: Komm mit zur blauen Adria
- 1966: Laß die Finger von der Puppe (Per un pugno di canzoni)
- 1966: Das sündige Dorf

## Fernsehen
- 1962: Laura
- 1964: Das Kriminalmuseum – Gesucht: Reisebegleiter (Hauptrolle)
- 1965: Alarm in den Bergen – Gastrolle in einer Episode dieser Serie
- 1965: Kommissar Freytag – Gastrolle in Episode Nr. 30: Schließfach 1026
- 1966: Stahlnetz: Der fünfte Mann
- 1968: Sie schreiben mit – Hauptrolle in der Episode Wochenend zu Vieren